# Johannes von Eben

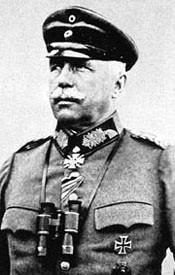
Johannes von Eben als General der Infanterie

Johannes Karl Louis Richard Eben, ab 1906 von Eben, (* 24. Februar 1855 in Preußisch Mark; † 30. Juni 1924 in Bauditten) war ein preußischer General der Infanterie im Ersten Weltkrieg.

## Leben

### Herkunft

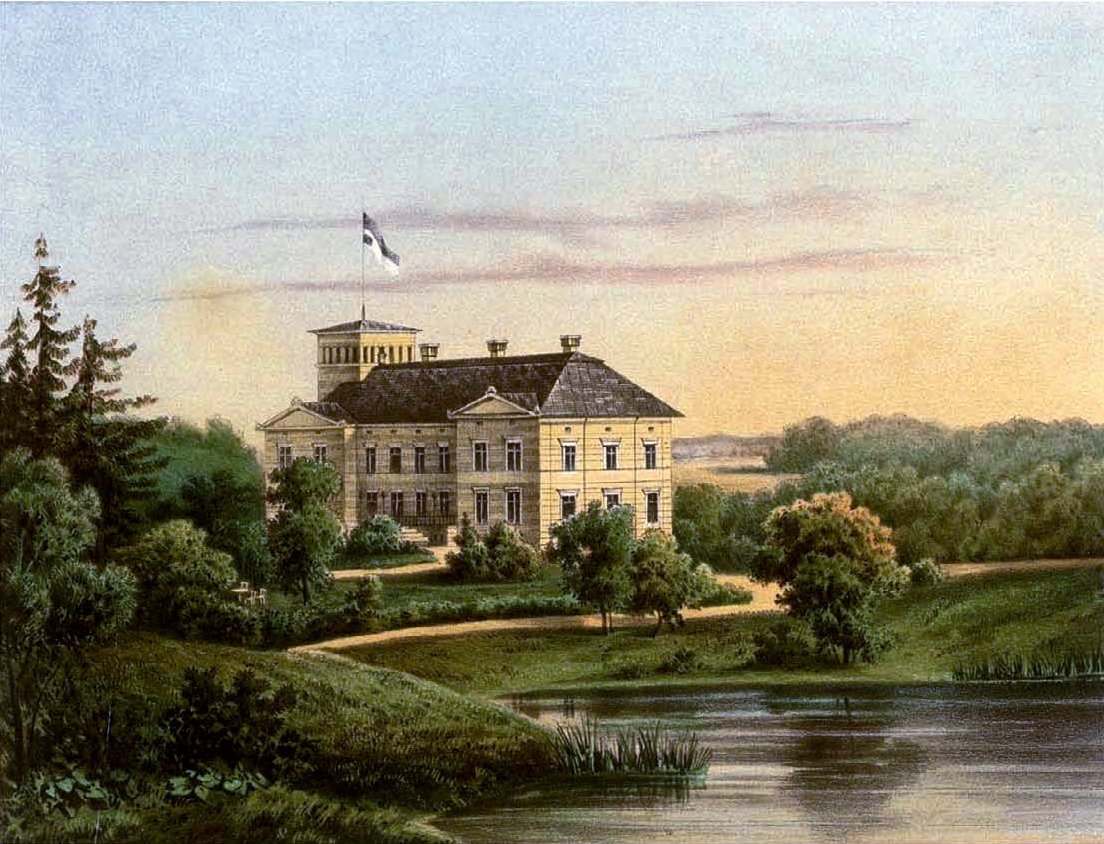
Rittergut Bauditten um 1860, Sammlung Alexander Duncker

Johannes war der jüngste Sohn des Rittergutsbesitzers Wilhelm Eben (1816–1889) und dessen Ehefrau Agnes, geborene Monod de Froideville (1822–1900). Sein Vater war preußischer Oberamtmann und Herr auf Ebenau (seit 1850) sowie Bauditten (seit 1855). Der spätere preußische Generalleutnant Reinhold von Eben (1853–1933) war sein älterer Bruder.

### Militärlaufbahn
Eben wurde im Potsdamer Kadettenkorps und in der Preußischen Hauptkadettenanstalt erzogen. Am 19. April 1873 trat er als charakterisierter Portepeefähnrich in das in den Freien Hansestädten Hamburg und Lübeck stationierte 2. Hanseatische Infanterie-Regiment Nr. 76 der Preußischen Armee ein. Dort erhielt er am 15. Dezember das Patent zu seinem Dienstgrad. Mit der Beförderung zum Sekondeleutnant wurde er dem Füsilier-Bataillon in Lübeck zugeteilt, kam jedoch ein Jahr später zu den Musketieren nach Hamburg. Zum 1. Oktober 1878 wurde Eben für sechs Monate zur Militär-Turnanstalt nach Berlin abkommandiert. Vom 1. Juni 1879 bis zum 30. September 1882 war er Adjutant beim II. Bataillon. Unter Stellung à la suite des Regiments war er seit dem 14. Oktober 1882, bis er am 17. Oktober 1883 wieder in das Regiment einrangiert worden. Zum Premierleutnant wurde er am 14. April 1885. Vom 1. Oktober 1886 bis zum 24. Juli 1889 war er zur Kriegsakademie kommandiert. Wieder zurück wurde Eben am 24. März 1890 zum Hauptmann befördert und am 14. Mai 1890 zum Chef der 9. Kompanie in Lübeck ernannt. Vom 7. bis 22. Juli 1891 und vom 4. bis 20. Juli 1892 nahm er an den Generalstabsübungsreisen des IX. Armee-Korps teil.
Unter Überweisung zum Generalstab der 12. Division in Neiße wurde Eben am 17. November 1892 in den Generalstab der Armee und zum 15. Dezember 1894 in den Großen Generalstab versetzt. Am 12. September 1895 zum Major befördert, war er ab dem 1. Oktober 1895 für fünf Jahre Lehrer für Taktik an der Kriegsakademie und vom 27. April bis zum 9. Mai 1899 zum Informationskursus an der Infanterieschießschule in Spandau. Daran schloss sich vom 20. November 1900 bis zum 21. März 1902 eine Verwendung als Kommandeur des I. Bataillons im 5. Garde-Regiment zu Fuß an. Anschließend erfolgte seine Rückversetzung in den Generalstab der Armee sowie die Kommandierung zur Dienstleistung beim Generalstab des XVII. Armee-Korps in Danzig. Hier ist Eben am 22. April 1902 zum Oberstleutnant befördert und mit der Wahrnehmung der Geschäfte des Chefs vom Generalstab des XVII. Armee-Korps beauftragt worden.
1905 erhielt er den Posten als Chef der Armeeabteilung im Kriegsministerium. Aufgrund seiner Verdienste erhob ihn Kaiser Wilhelm II. am 29. August 1906 in den erblichen preußischen Adelsstand. Zwei Jahre später wurde er Kommandeur des Garde-Grenadier-Regiments Nr. 5 in Spandau und am 24. März 1909 unter gleichzeitiger Beförderung zum Generalmajor Kommandeur der 5. Garde-Infanterie-Brigade. Am Geburtstag des Kaisers, am 27. Januar 1912, wurde er mit der Führung der 30. Division zunächst beauftragt, dann am 22. April 1912 unter gleichzeitiger Beförderung zum Generalleutnant deren Kommandeur.
Nach Ausbruch des Ersten Weltkrieges im August 1914 nahm seine Division im Verband des XV. Armee-Korps an den Kämpfen in Lothringen teil. Während der Einsätze erhielt Eben seine Beförderung zum General der Infanterie und wurde am 2. September 1914 Kommandierender General des X. Reserve-Korps, da dessen General Günther von Kirchbach verwundet war. Das Korps kämpfte in der Marneschlacht und gehörte zum rechten Flügel der 2. Armee.
Am 11. Juni 1915 übernahm Eben das I. Armee-Korps in Ostpreußen und unterstand der 12. Armee. Im Juli gelang die Einnahme der Festung Ostrolenka und im August die Besetzung von Białystok. Im September, nun zur 10. Armee gehörig, gelang die Besetzung der Stadt Wilna und im Verband mit der Armeegruppe Scholz im Oktober die Besetzung von Dünaburg.
Während der russischen Brussilow-Offensive im Juni 1916 wurde das Generalkommando des Generals von Eben der k.u.k. 2. Armee im östlichen Galizien   unterstellt. Es gelang während der Abwehrkämpfe in der Septemberschlacht einen drohenden Durchbruch der russischen 11. Armee nach Ungarn zu verhindern. Am 7. Oktober 1916 wurde General von Eben während eines Frontbesuchs von Kaiser Wilhelm II. der Orden Pour le Mérite verliehen. Die Auszeichnung wurde von General Erich Ludendorff vorgeschlagen. 
Am 10. Juni 1917 erhielt Eben den Oberbefehl über die in Rumänien stehende 9. Armee als Nachfolger des Generals Erich von Falkenhayn. Generalfeldmarschall August von Mackensen schlug ihn zur Auszeichnung mit dem Eichenlaub zum Pour le Mérite vor, das er am 22. September 1917 erhielt. Nach dem Separatfrieden von Bukarest, den Rumänien im Dezember 1917 mit den Mittelmächten abschloss, kam die 9. Armee nach Frankreich an die Westfront. Eben übernahm ab 18. Juni 1918 die Armeeabteilung A im Elsass, blieb aber gleichzeitig Oberbefehlshaber der 9. Armee, bis der schwer erkrankte Fritz von Below diesen Posten übernehmen konnte. Nach dem Waffenstillstand im November 1918 brachte Eben die ihm unterstellten Truppen über den Rhein nach Württemberg.
Am 14. Dezember 1918 wurde Eben zu den Offizieren von der Armee versetzt und zugleich mit den Aufgaben eines Kommandierenden Generals des I. Armee-Korps in Königsberg betraut. Seinem eingereichten Abschiedsgesuch wurde am 14. Februar 1919 stattgegeben. 
Johannes von Eben starb am 30. Juni 1924 im Alter von 69 Jahren auf seinem heimatlichen Gut Bauditten in Ostpreußen.

### Familie
Eben hatte sich am 26. Oktober 1880 in Hamburg mit Emmy Worlée (* 1862) verheiratet. Aus der Ehe gingen folgende Kinder hervor:
- Erich (* 1882), Großkaufmann
- Irma (1885–1974) ⚭ 1916 Dietrich Preyer (1877–1959), Hochschullehrer und Politiker
- Carla (* 1885) ⚭ 1904 Walter Gottfried von Auwers (1869–1940), Landrat des Kreises Stuhm
- Hans-Emil (* 1890), Landwirt
- Cornelia (* 1893)